# Lobby (sala)

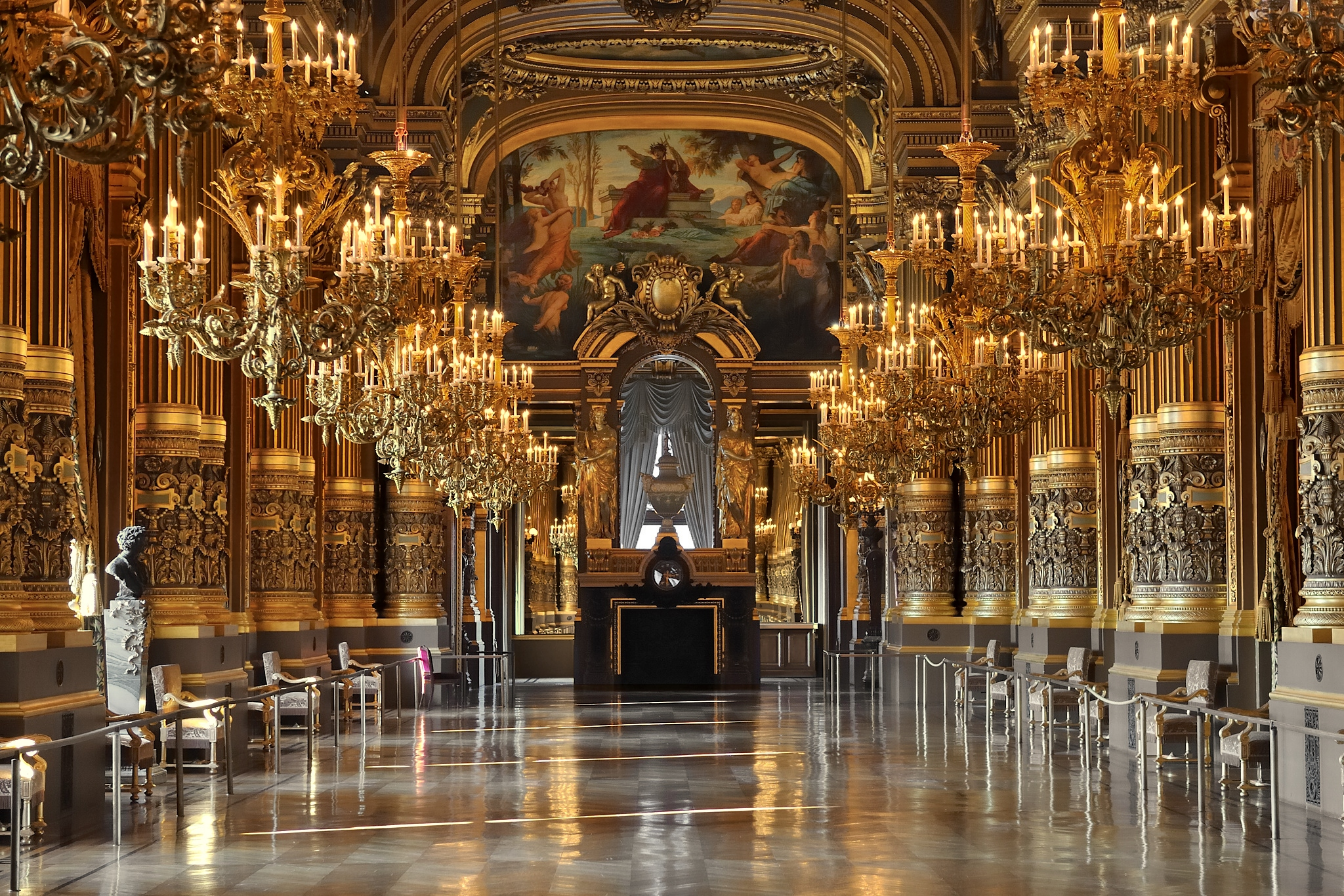
La Ópera de París, el gran salón del Palais Garnier

Un lobby es una habitación en un edificio utilizado para la entrada desde el exterior. A veces se lo conoce como un vestíbulo, recepción o un hall de entrada, a menudo es una habitación grande y vasta o complejo de habitaciones (en un teatro, ópera, sala de conciertos, sala de exposición, cine, etc.) adyacente al auditorio. Es un área de descanso para los espectadores y el lugar de los sitios, especialmente utilizado antes de la actuación y durante los entreactos, sino también como un lugar de celebraciones o fiestas después de la actuación.
Muchos edificios de oficinas, hoteles y rascacielos hacen todo lo posible para decorar sus vestíbulos para crear la impresión correcta y transmitir una imagen. Esto se conoce como "lobby de poder".
Desde mediados de la década de 1980, ha habido una tendencia creciente a pensar en los lobbies como algo más que formas de llegar desde la puerta al ascensor, sino como espacios sociales y lugares de comercio. Incluso se han realizado algunas investigaciones para desarrollar escalas para medir la atmósfera del lobby para mejorar el diseño del lobby del hotel.
Muchos lugares que ofrecen servicios públicos, como un consultorio médico, usan sus vestíbulos como una sala de espera para las personas que esperan un determinado servicio. En estos vestíbulos es común que haya muebles cómodos, como sofás y sillones, para que el cliente pueda esperar cómodamente. Además, puede haber televisores, libros y/o revistas para ayudar al cliente a pasar el tiempo mientras se espera a ser atendido.
Los rascacielos superaltos a menudo pueden tener uno o más de lo que se conoce como un sky lobby, un piso intermedio donde la gente puede cambiar de un ascensor expreso que se detiene solo en el vestíbulo celeste a un elevador local que se detiene en cada piso dentro de un segmento del edificio
Por lo general, un vestíbulo es una sala grande, especialmente diseñada, pero a veces, es un corredor que rodea la sala principal. Está amueblado y es lo suficientemente grande como para permitir a los espectadores pasear, reunirse y relajarse. Los vestíbulos suelen estar adornados con obras de arte, exposiciones permanentes o temporales relacionadas con la actividad de la institución, y una sala de refrescos o bufé. Además, el vestíbulo puede ser el lugar principal de algunos eventos, como una inauguración, las reuniones con los artistas, el beneficio de los actores, etc.
Un vestíbulo en una casa suele ser un área pequeña de entrada o habitación junto a la puerta principal. Otras salas públicas, como la sala de estar, el comedor y la sala familiar, normalmente se conectan a ella, junto con cualquier escalera principal. Inicialmente se pensó como una "esclusa de aire", separando las habitaciones con calefacción de la chimenea de la entrada frontal (más fría, en invierno), donde la infiltración de aire frío producía corrientes frías y bajas temperaturas. Se utiliza comúnmente para la ropa exterior y el almacenamiento de paraguas para residentes y huéspedes.